# Thomas Parent

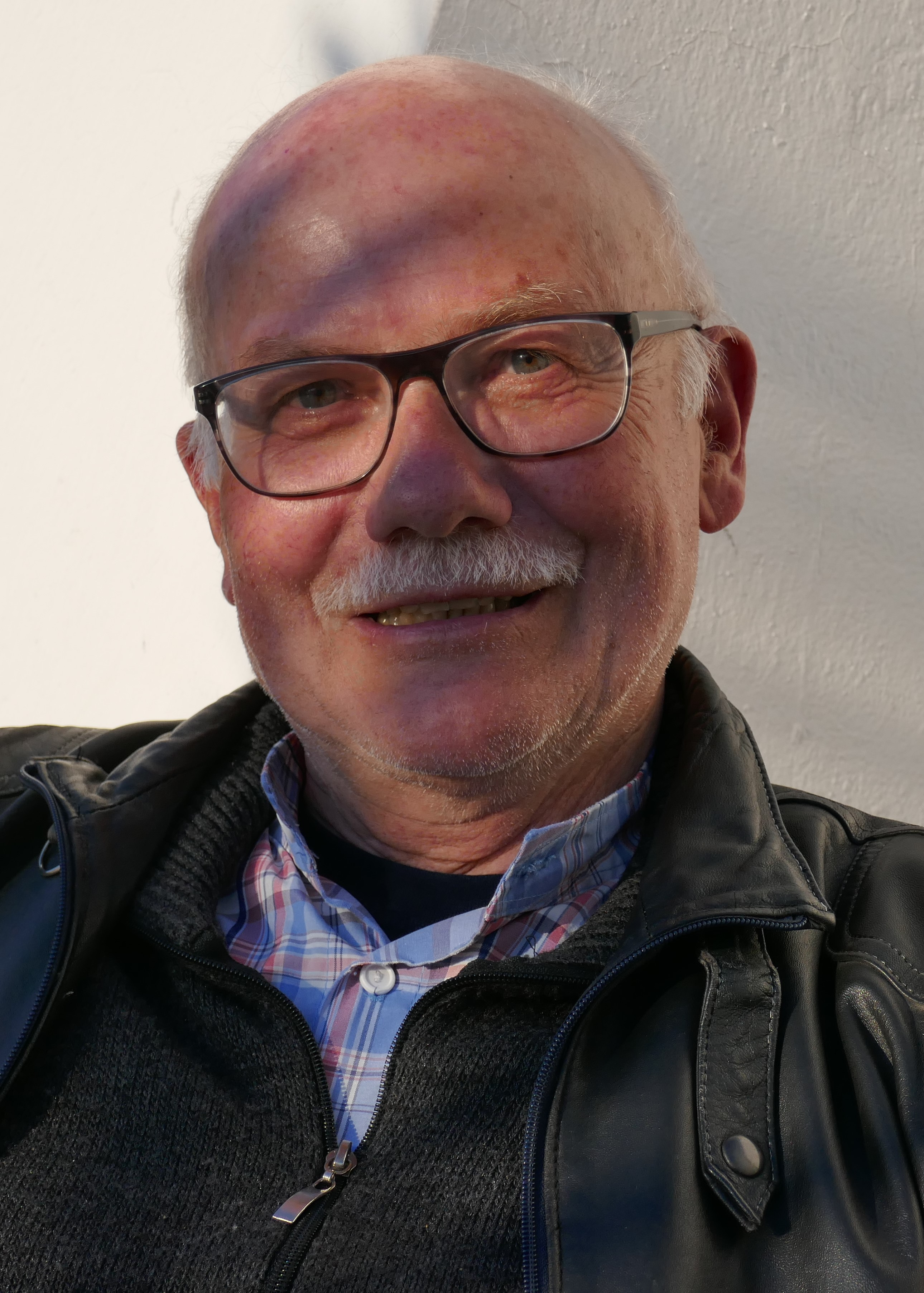

Thomas Parent (* 2. März 1949 in Lingen (Ems)) ist ein deutscher Historiker und Museumsmitarbeiter.

## Leben
Thomas Parent studierte Geschichte und wurde 1979 mit einer Untersuchung über die Kölner Abgeordnetenfeste an der Universität zu Köln promoviert. Für seine Dissertation erhielt er 1980 den Wolf-Erich-Kellner-Preis. Von 1979 bis 1980 war er wissenschaftlicher Volontär bei den Historischen Museen der Stadt Köln, von 1981 bis 1982 wissenschaftlicher Sekretär im Planungsbüro einer projektierten Landesausstellung für Nordrhein-Westfalen und von 1983 bis 2013 war er stellvertretender Direktor des LWL-Industriemuseums in Dortmund.
Seine Fachgebiete sind: die rheinisch-westfälische Geschichte im 19. Jahrhundert, die Industriegeschichte des Ruhrgebiets, die deutsch-polnische Geschichte und die Geschichte der Glasherstellung.

## Veröffentlichungen
- Das Montanrevier als Herausforderung für Denkmalpflege und Industriekultur. Beispiele aus Oberschlesien und aus dem Ruhrgebiet. In: Die postindustrielle Stadt und ihr Erbe im 21. Jahrhundert. Warszawa 2021, S. 27–48, ISBN 978-83-66519-35-0.
- Die Maschinenhalle. Zur Geschichte der Zeche Zollern II/IV in Dortmund, Klartext Essen 2021, ISBN 978-3-8375-2196-2.
- Auguste Victoria – Frau und Mutter, Landesmutter, Kaiserin. Zur Biographie der Namenspatronin der zweitletzten Zeche des Ruhrgebiets. In: Märkisches Jahrbuch für Geschichte, Bd. 117, Klartext, Essen 2018, ISBN 978-3-8375-1935-8.
- Von der Schönheit der Eisenkonstruktion. Studien zur „Musterzeche“ Zollern II/IV. Klartext, Essen 2013, ISBN 978-3-8375-0962-5.
- Montanrevier. Bilder aus dem Ruhrgebiet und aus Oberschlesien. Mit Fotos von Martin Holtappels, Piotr Muschalik, Thomas Stachelhaus. Klartext, Essen 2008, ISBN 978-3-89861-961-5.
- Glashüttenarbeit. Bilder aus dem Westfälischen Industriemuseum und dem Museum Baruther Glashütte. (Zusammen mit Georg Goes). Klartext, Essen 2006, ISBN 3-89861-649-5.
- Das Ruhrgebiet. Vom „goldenen“ Mittelalter zur Industriekultur. DuMont, Köln 2000, ISBN 978-3-7701-3159-4.
- Glashütte Gernheim. Museumsführer. Dortmund 1998, ISBN 3-921980-72-0.
- Kirchen im Ruhrrevier 1850–1935. Mit Fotos von Thomas Stachelhaus. Ardey, Münster 1993, ISBN 978-3-87023-034-0.
- Stadtlandschaft Ruhrrevier. Bilder und Texte zur Verstädterung einer Region unter dem Einfluss von Kohle und Stahl. Mit Fotos von Thomas Stachelhaus. Essen 1991, ISBN 3-88474-164-0.
- Das Ruhrgebiet. Kultur und Geschichte im „Revier“ zwischen Ruhr und Lippe. DuMont, Köln 1984, ISBN 978-3-7701-1368-2.
- Passiver Widerstand im preußischen Verfassungskonflikt. Die Kölner Abgeordnetenfeste. dme-Verlag, Köln 1982, ISBN 978-3-922977-03-2.
- Die Hohenzollern in Köln. Greven, Köln 1981, ISBN 978-3-7743-0186-3.